# 빌 브라이트

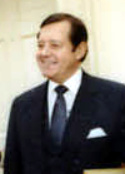
1981년

빌 브라이트(William R. "Bill" Bright 1921년 10월 19일 ~ 2003년 7월 19일)는 대학생선교회(C.C.C.)의 창시자이다. 그는 예수의 인생을 영화로 통해 보여주는 영감을 얻어 1979년에 개봉된 영화인 예수를 계획하였다.
빌 브라잇 박사에 대해서
빌 브라이트 박사는 내가 보아온 사람들 가운데 몇 안되는 가슴에 큰 사명을 가진 사람이었습니다. 그 사명은 바로 전 세계를 복음화하는 것이었습니다. 그는 우리 주님께 신실하고 온전하였으며 헌신된 사람이었습니다. 브라이트 박사의 삶과 사역은 저에게 큰 영감을 주었고 우리들에게 큰 축복이라고 생각합니다.— 빌리그래함

세계복음화의 비전에 사로잡힌 빌 브라이트 박사는 전 생애를 통해 그리스도를 전하고자 하였다. 그가 살아있는 동안 세계복음화가 이루어짐으로 그리스도의 다시오심을 보기 원했으며 성령님과 동행하는 삶을 통해 모든 그리스도인들이 능력있는 삶을 살아가는 것을 꿈꾸었다.
빌 브라이트 박사는 1921년 오클라호마주(州) 코웨타에서 태어나, 노스이스턴주립대학교에서 경제학과 사회학을 전공 문학사 학위를 받았다. 대학 재학 중에는 학생회 활동, 신문, 웅변, 토론 등에서 두각을 나타냈으며 졸업후 로스앤젤레스로 이주해 사업가로도 활동하였다.
로스앤젤레스에 있는 헐리우드 장로 교회에 다니던 브라이트는 헨리에타 미어즈 박사에게 제자훈련을 받았고 1945년에 그의 삶을 그리스도께 헌신하고자 하는 마음을 갖게 되었다.
그는 프린스턴과 풀러 신학대학원에서 공부를 하였다. 1951년 풀러 신학교에서 공부하던 중에 “가서 모든 민족으로 제자를 삼으라”(마:28:19)는 성경의 말씀을 사명의 말씀으로 받아들이게 되었다. 세계를 복음화 하는데 있어 가장 전략적인 방법이 무엇일까 고민하였고 미래의 지도자인 대학생과 청년들에게 복음을 전해야 한다는 강한 사명감에 사로잡혔다. 담당 교수님과 이야기를 나누고 하나님의 뜻이라는 확신을 얻은 브라이트는 교수님이 지어준 C.C.C.(campus crusade for christ)라는 이름으로 선교단체를 창설 하였다. 학기 중 이었지만 사명의 시급함을 느껴 공부를 일단 중단하고 대학생들을 제자화하는 사역에 바로 뛰어들게 되었다.
빌 브라이트는 소유는 물론이고 삶 전체를 그리스도께 양도한다는 계약서를 아내인 보넷 브라이트와 작성하고 UCLA에서 CCC 활동을 시작하였다.
빌 브라이트 박사는 세계복음화를 자신이 죽기전에 이루기를 열망하였다.
“오늘의 학원 복음화는 내일의 세계 복음화!” , “우리세대에 지상명령을 성취하자!”
이러한 구호를 외치며 제자화 사역에 열정을 바쳐 사역하였다. 복음의 빠른 확산을 위해 4영리를 만들어 암송하여 전하거나 책자로 제작해 쉽게 읽어주게 하였다. (4영리는 2000년을 기준으로 25억권이 배포되어 읽혀졌다. )
C.C.C. 사역은 활동을 뛰어넘어 운동이 되어갔다. 1951년 UCLA를 시작으로 1952년에는 3개주 4개 대학에서 헌신된 동역자들(간사로 임명)이 함께 했고 1956년에는 62명의 간사들이 10개주 23개 대학에서 사역하였다. C.C.C. 운동은 미국을 넘어 세계로 확산되었다. 1958년 김준곤 목사에 의해 한국C.C.C.가 시작되었고, 1959년에는 파크스탄과 중동에서 C.C.C. 사역이 시작되었다. 지금은 192개 나라에서 C.C.C. 운동이 이루어지고 있다.
빌 브라이트 박사는 C.C.C.를 통해 다양한 방법으로 지상명령을 성취하는데 힘썼다.
출판, 오디오, 비디오 등 모든 미디어 매체를 통해 복음을 전하였는데 그 중 예수영화는 2000년을 기준으로 45억명이 관람하였고 수많은 사람들이 예수영화를 통해 예수님을 만나는 경험을 하게 되었다.
1996년에 브라이트는 종교계의 노벨상으로 불리는 템플턴 상을 수여받았다. 브라이트는 상금 전액을 세계복음화와 영적운동을 일으키는데 기부했다. 그는 전 생애를 지상명령 성취를 위해 바쳤으며 성령안에 살아가고자 늘 호흡처럼 기도하였다.
빌 브라이트 박사는 대학생선교회의 간사들과 함께 지금세대에 지상명령 성취를 이룩하기 위하여 세계 150여 개 이상의 국가에서 헌신적으로 사역해 오다가 지난 2003년 7월, 향년 82세로 하나님 품에 안겼다. 저서로는 [4영리],[10단계 성경 교재],[그리스도의 계절이 오게 하자],[첫사랑]외 다수가 있다.

## 저서
- 『4영리』
- 『빌 브라이트』(The Journey Home)
- 『처음 사랑』(Fist love)
- 『리더십 e 메일』(Lessons in leadership)